# Lynda Eseimokumo
Lynda Eseimokumo est une athlète nigériane née le 18 décembre 1963.

## Carrière
Aux Championnats d'Afrique d'athlétisme 1985 au Caire, Lynda Eseimokumo est médaillée d'argent du relais 4 × 100 mètres ainsi que médaillée de bronze du 100 mètres. Elle est également médaillée de bronze du 4 x 100 mètres à l'Universiade d'été de 1987 à Zagreb.